# Молодість з нами
«Молодість з нами» (рос. «Молодость с нами») — радянський художній фільм 1978 року, знятий на кіностудії «Мосфільм».

## Сюжет
Директором науково-дослідного інституту, який давно відірвалася від реального виробництва, призначають колишнього технолога нафтозаводу Колосова. Новий директор енергійно береться за справу, і якось не дуже звертає увагу на те, що проти нього починають групуватися наукові співробітники інституту на чолі з професором Серафімою Шуваловою…

## У ролях
- Микола Єременко — Колосов Павло Петрович, вдівець
- Ірина Скобцева — Шувалова Серафіма Антонівна, вчений, професор, доктор наук
- Євгенія Сабельникова — Оля Колосова, дочка Павла Петровича
- Ніна Маслова — Варя Стрельцова, подруга Ольги
- Василь Корзун — Федір Макаров, секретар міськкому, друг Павла Петровича
- Борис Хімічев — Уральський, чоловік Шувалової
- Георгій Третьяков — Журавльов Віктор Олександрович, начальник нової установки на заводі
- Юрій Волков — Красносельцев
- Юрій Чекулаєв — професор Румянцев
- Валерій Малишев — професор Бєлогрудов
- Юрій Комаров — Харитонов Валентин Петрович
- Павло Махотін — секретар обкому
- Микола Сімкин — Костянтин Костянтинович
- Олена Санько — Ліля Борисівна, секретар Колосова
- Володимир Климентьєв — молодий вчений
- Зоя Ісаєва — гостя у Шувалової
- Андрій Карташов — епізод
- Людмила Купіна — співробітниця інституту
- Олена Клюєва — Анна Степанівна, домробітниця Шувалової
- Наталія Санько — гостя на дні народження Олі
- Лариса Барабанова — гостя на дні народження Олі
- Тетяна Кузнецова — гостя на дні народження Олі

## Знімальна група
- Режисер — Олег Бондарєв
- Сценарист — Віра Кочетова
- Оператор — Олексій Темерін
- Композитор — В'ячеслав Овчинников
- Художники — Володимир Кірс, Тетяна Ліванова